# 추신수
추신수(秋信守, 1982년 7월 13일~)는 대한민국의 전 야구 선수로 현 SSG 랜더스의 구단주 보좌역 겸 육성총괄이다. 현역 시절 포지션은 외야수다. 부산고등학교 졸업 후 미국 메이저리그(MLB)로 진출하면서 프로 선수 경력을 시작했으며, 투수였던 고교 시절과 달리 프로에서는 타자로 전향하며 현역 시절을 보냈다. 2005년부터 2020년까지 시애틀 매리너스, 클리블랜드 인디언스, 신시내티 레즈, 텍사스 레인저스 소속으로 활동하면서 메이저리그 통산 1,652경기에 출전했으며, MLB 통산 아시아 선수 최다 홈런 기록을 세웠다.
국제 대회에서도 대한민국 국가대표로 활동했으며, 2000년 세계 청소년 선수권 대회, 2009년 월드 베이스볼 클래식 준우승, 2010년 아시안 게임 금메달 등의 성과를 냈다.

## 아마추어 시절
부산에서 태어났으며, 그의 아버지는 수영 선수 출신인 추소민이다. 남동생은 배우인 추민기로 외숙부는 SSG 랜더스 2군 감독인 박정태이다. 아버지와 외삼촌의 영향으로 8살 때 야구에 입문했으며, 부산고등학교 시절에는 좌완 파이어볼러로 고교 야구계에서 유망한 투수로 활동했다.
2000년에는 청소년 야구 국가대표팀으로 출전해 인상적인 활약을 남겼고, 이 대회의 활약으로 시애틀 매리너스가 그를 영입하기 위해 KBO에 신분 조회를 요청했다. 2001년에 롯데 자이언츠로부터 1차 지명돼 계약금 4억 2,100만원을 제시받았으나 계약 조건에 이견을 보여 입단을 거부했다. 2000년 6월 29일에 협상이 완전히 결렬됐고, 당시 시애틀 매리너스의 스카우트였던 이재우를 통해 시애틀 매리너스와 구두 계약을 했다.
2000년 세계 청소년 야구 대회에서 이대호, 이동현과 함께 우승에 기여했다. 그는 이 대회에서 투수로 출전해 18이닝 32탈삼진, 5실점의 뛰어난 성적으로 대회 MVP를 수상했다. 결승전이 끝난 후 2000년 8월 14일에 계약금 135만 달러의 조건으로 시애틀 매리너스에 입단했다. 그는 MLB에 진출했을 때 투수로 계약한 줄 알았으나 시애틀 매리너스에서는 5툴 플레이어로서의 가능성을 높이 샀기 때문에 타자로 전향시켰는데 그에 앞서 양준혁이 해태 시절이던 1999년 시애틀 이적을 타진했지만 그 당시는 FA 제도가 시행되기 직전이라 재정적으로 어려웠던 해태 타이거즈 측의 반대로 좌절됐다.

## 미국 프로야구 시절

### 시애틀 매리너스시절
2001년부터 시애틀 산하 마이너리그 팀에서 타자로 활동했다. 매년 좋은 성적을 거두며 잠재력을 보여 줬지만, 시애틀 구단에서는 좀처럼 기회를 주지 않았다.
2005년 4월 21일에 MLB로 첫 승격하며 데뷔했고, 주로 대수비나 대주자로 출전했다.
2006년 시즌 중반에 MLB로 다시 승격됐다. 원래 수비 위치가 우익수이고 수비에서도 좋은 모습을 보였지만, 스즈키 이치로가 주전을 차지하고 있었기 때문에 신인이었던 그는 백업 중견수로 많이 출전했다. 15타수 1안타로 타격 부진을 겪은 후, 2006년 7월 27일 클리블랜드 인디언스의 1루수 벤 브루사드를 상대로 현금 트레이드되어 클리블랜드 인디언스로 이적했다. 그에 앞서 정민태가 1990년 12월 해당 팀과 LA 다저스, 뉴욕 메츠, 뉴욕 양키스 토론토 블루제이스 등에서 스카우트설이 있었지만 병역 문제 때문에 좌절됐다.

### 클리블랜드 인디언스시절
당시 벤 브루사드가 클리블랜드의 간판 1루수여서 트레이드 당시에는 추신수에 대하여 클리블랜드 팬들의 비판이 많았다. 하지만 트레이드 상대였던 벤 브루사드가 시애틀 이적 후 2008년에 텍사스 레인저스를 마지막으로 더 이상 메이저리그에 올라오지 못하면서 이 트레이드는 클리블랜드의 승리로 끝났다.

#### 2006년 시즌
이적 후 두각을 드러내기 시작했다.
7월 29일에 전 소속 팀 시애틀과의 경기에서 펠릭스 에르난데스를 상대로 결승 1점 홈런을 쳐 냈다.
8월 4일 보스턴 레드삭스와의 경기에서 조시 베켓을 상대로 만루 홈런을 쳐 냈다.
이적 후 첫 시즌에 2할대 타율, 3홈런, 22타점을 기록하며 가능성을 보였다.

#### 2007년 시즌
시즌 초 베테랑 타자인 트롯 닉슨, 데이비드 델루치를 영입했는데, 이들은 그와 같은 좌타자이면서 외야 수비가 가능했다. 그래서 그는 출장 기회가 감소했다. 설상가상으로 팔꿈치 부상을 입고 토미 존 수술을 받으며 시즌을 마감했다.

#### 2008년 시즌
부상자 명단에 등재된 채 시즌을 시작했고, 5월 31일 캔자스시티 로열스와의 경기 때 복귀하며 주전 우익수로 시즌을 시작했다. 초반에는 2할 4푼~5푼대의 저조한 타율을 기록했으나 지속적으로 출장하며 타격에 기복이 없어졌다. 시즌 중반부터 타격 재능을 폭발시키며 8월 한 달간 출루율 4할, 장타율 6할로 활약했다.
9월 12일에는 48타점을 기록해 최희섭의 한국인 타자 한 시즌 타점 신기록을 경신했다. 9월 20일에 87번째 안타를 쳐 내며 2004년 최희섭의 한국인 메이저 리거 한 시즌 최다 안타 기록을 경신했다. 이 활약으로 샤프에서 시상하는 아메리칸 리그 9월의 선수로 선정됐다.

#### 2009년 시즌
WBC에 참가해 준결승전, 결승전에서 2경기 연속 홈런을 쳐 내며 한국의 준우승에 기여했다. 다만 2006년 대회와 달리 병역 특례가 부여되지 않아 병역 문제가 해결되지 못했다. 레귤러 시즌에서는 MLB에서 첫 풀 타임으로 출전했고, 팀의 중심 타자로 완전히 자리잡았다. 팀은 시즌 내내 부진을 면치 못했으나 그는 고군분투하며 동양인 MLB 타자 최초 20-20을 달성했다.
특히 그래디6 같은 소속 팀의 중심 타자들이 부상과 부진으로 경기에 결장하는 와중에 그는 4번 타자로 출장하며 존재감을 보였다. 시즌 타율 3할, 20홈런, 86타점을 기록했다. 그가 이번 시즌에 기록한 20홈런은 최희섭이 가지고 있던 한국인 메이저리거의 한 시즌 최다 홈런을 경신한 것이었고, 아메리칸 리그에서 타율 3할, 20-20을 같이 달성한 유일한 선수가 됐다.

#### 2010년 시즌
타격과 주루가 더 발전했다. 시즌 초부터 3경기 연속 안타를 기록하는 등 정교한 타격을 선보였다. 5월 이후 잠시 상승세가 주춤했다. 9월 2일 시애틀전에서 팀의 4연패에서 구해내는 역전 2점 홈런 포함 5타점을 기록했고, 9월 18일 캔자스시티전에서는 3연타석 홈런을 기록했다. 이후 20홈런-20도루를 기록하며 아메리칸 리그에서 2시즌 연속 3할 및 20-20 클럽 달성에 성공한 유일한 선수가 됐다. 출루율은 4할 1리를 기록했다.
이 시즌에 그가 상대한 구단 중 가장 좋은 성적을 낸 구단이 캔자스시티 로열스이기 때문에 '캔자스 킬러'라는 별명을 얻었다. 그는 캔자스시티 로열스를 상대로 타율 0.377를 기록했고, 출루율은 0.488, 장타율은 0.638, OPS는 1.126를 기록했다. 신시내티 레즈에도 강한 편이었는데 그는 신시내티 레즈를 상대로 타율 3할 1푼, OPS 1.006을 기록했다. 반대로 그를 가장 잘 막은 팀은 미네소타였다.

#### 2011년 시즌
메이저 등록일 수 3년을 채워 연봉 조정 자격을 얻었다. 팀은 그에게 5년 4500만 달러의 장기 계약을 제시했지만 그의 에이전트인 스콧 보러스는 장기 계약을 거부했다.
 그는 1년 397만 5000달러에 계약을 체결했다. 6월에 데드볼을 맞아 왼손 엄지 손가락이 골절됐다. 수술 후 복귀했지만 옆구리 통증으로 계속 결장하며 시즌을 마쳤다.

#### 2012년 시즌
부상에 대한 우려가 있었지만 155경기에 출전하며 성적이 많이 회복됐다.
시즌 후 FA 자격을 1년 앞두게 됐고 팀은 트레이드 전략을 세웠다. 12월 12일 신시내티 레즈, 애리조나 다이아몬드백스 등 3개 구단이 참여한 3각 트레이드를 통해 내셔널 리그 중부 팀 신시내티 레즈로 이적하게 됐다. 따라서 MLB 진출 초기부터 있었던 아메리칸 리그에서 내셔널 리그로 옮겼다. 등번호는 17번을 그대로 사용했다. 팀은 신시내티 레즈로부터 외야수 드류 스텁스와 현금 350만 달러를 받았고 애리조나 다이아몬드백스로부터 투수 유망주인 트레버 바우어와 투수 브라이언 쇼, 맷 앨버스 등 4명을 받았다. 신시내티 레즈는 팀으로로부터 그와 내야수 제이슨 도날드를 받았다. 애리조나 다이아몬드백스는 신시내티 레즈에서 유격수 유망주 디디 그레고리우스를 받았고 팀에서 투수 토니 십과 1루수 유망주 라스 앤더슨을 받았다.

### 신시내티 레즈시절

#### 2013년 시즌
커리어 사상 가장 뛰어난 한 해를 보냈다. 선발 출장한 모든 경기에서 1번 타자로 기용됐다. 수비에서는 불안한 모습을 노출했지만 타격에서는 개인 통산 3번째 20-20을 달성했고, 출루율 0.423, wRC+ 151, wOBA.323, Offensive WAR 6.4를 기록하며 좋은 활약을 펼쳤다. 와일드카드 결정전에서는 피츠버그 파이리츠의 토니 왓슨을 상대로 홈런을 쳐 내 한국인 최초 포스트시즌 홈런을 기록했다.
조이 보토와 더불어 시즌 300출루에 성공했다. MLB 역대 7번째 20홈런-20도루, 세 자릿수 볼넷, 세 자릿수 득점, 300출루에 가입했다. 시즌 후 FA가 됐다.

### 텍사스 레인저스시절
2013년 12월 22일에 7년 총액 1억 3,000만 달러에 계약했다. 그는 박찬호에 이어 팀의 두 번째 한국인이 됐다. 그의 계약 규모는 일본의 스즈키 이치로가 시애틀 매리너스와 계약한 금액인 5년 9000만 달러를 뛰어넘었고 그의 연봉은 당시 아시아 야구 선수 역사상 최고의 금액이며, 계약 당시 MLB 역대 27위(외야수 역대 6위)에 해당했다. 그는 일본인 투수인 다르빗슈 유와 같은 팀이 됐다.

#### 2014년 시즌
초반에는 좋은 활약을 보였지만 팔꿈치 부상과 발목 부상을 달고 뛰어 6월부터 타격과 수비 모두 극심한 슬럼프에 빠졌다. 9월에 팔꿈치와 발목 수술을 받았고, 시즌을 조기 마감했다.

#### 2015년 시즌
전반기 타율이 0.096까지 내려가며 극심한 부진을 겪었지만 후반기에 0.349의 타율을 기록해 2할대 중후반의 타율로 마감했다. 이 해에 개인 시즌 최다 홈런인 22홈런을 기록했다.
7월 22일 콜로라도 로키스와 경기에서 아시아 출신 선수 최초 사이클링 히트를 기록했다.

#### 2016년 시즌
종아리, 햄스트링, 허리 등 여러 부위에 부상을 당하며 부상자 명단에 3번이나 올랐고, 자주 결장했다. 8월 16일 오클랜드 애슬레틱스와의 경기에서 로스 뎃와일러에게 공을 맞아 왼쪽 손목에 골절상을 입고 4번째로 부상자 명단에 올랐다. 예상보다 빠르게 회복해 10월 1일 탬파베이 레이스와의 경기에서 복귀해 3경기에 더 출전하고 시즌을 마쳤다.

#### 2017년 시즌
2할대 타율, 출루율 0.357, 장타율 0.423, 22홈런, 12도루를 기록했다. 언론에서는 이 해 그의 성적에 대해 '그는 매우 생산적인 타자이며 팀에 그만큼 출루 능력이 뛰어난 타자는 없다'고 칭찬하는가 하면, '나이가 많고 부상도 잦은데 연평균 2000만 달러를 수령해 트레이드도 쉽지 않다. 리빌딩에 방해가 된다'고 혹평하기도 했다.

#### 2018년 시즌
52경기 연속 출루를 달성하며 현역 최장 경기 연속 출루 기록을 경신했다. 전반기 90경기에서 18홈런, 43타점, 타율 0.293, OPS 0.911, WAR 2.8승을 기록하며 한국인 야수 최초이자 개인 통산 첫 MLB 올스타에 선정됐다.

#### 2019년 시즌
볼티모어 오리올스전에서 MLB 통산 200홈런을 달성했다. 이는 MLB에서 아시아 타자 최초의 기록이었다. 시즌 2할대 타율, 출루율 0.377, 장타율 0.455, 24홈런, 15도루를 기록했다.

#### 2020년 시즌
시즌 33경기에 출전해 2할대 타율(.236), 26안타(5홈런), 15타점을 기록했다.

## 한국 프로야구 시절

### SSG 랜더스시절
2007년 4월 2일에 열린 해외진출선수 특별지명회의에서 SK 와이번스의 지명을 받았는데 한국에 복귀하면 지명받은 팀에서 최소 한 시즌 동안 의무적으로 활동해야 했고, SK 와이번스가 야구단을 신세계그룹에 넘기면서 지명권이 자연스럽게 신세계로 넘어왔다.
텍사스 레인저스와의 계약이 만료된 후 2021년 2월 23일에 계약에 합의했다. KBO 리그 역대 최다 연봉인 27억원에 계약했고, 그 중 10억원은 야구 발전 기금으로 기부했다. 그가 계약을 마치며 해외파 특별 지명을 받은 선수들의 계약이 모두 완료됐다.

#### 2021년 시즌
5월 21일에 KBO 리그 최초 '술래잡기 끝내기'를 기록했다.

## 별명
- 미국에서는 그의 성인 추가 기차가 달리는 소리와 같다 하여 '추추 트레인'이라고 불린다.

## 트리비아
- 이대호와는 수영초등학교 동기이다.
- 그의 두 아들은 미국 단일 국적자이다. 2019년 8월 대한민국 법무부에 '대한민국 국적을 이탈하겠다'고 국적 이탈 신고를 했고, 법무부가 국적법에 따라 7월 31일에 이를 수리했다. 이 둘은 미국에서 태어나고 자랐으며, 아버지인 그가 당사자들의 의사를 존중해 대한민국 국적을 포기했다. 이에 따라 그의 장녀만 대한민국, 미국의 복수 국적이다.

## 에피소드
- 미국에서의 응원 구호는 "Go Choo!"이다.
- 부산고등학교 시절 야구부 감독이었던 조성옥이 은사였던 인연[20]으로 조성옥의 아들 조찬희를 에이전트로 맞이하기도 했다.[21]
- 청주에서 열린 연예인 아구단 천하무적 야구단과 충주성심학교의 친선 경기에 출전했다. 이 때 그는 충주성심학교의 일일 감독으로 출전했으며 충주성심학교가 천하무적 야구단을 상대로 역전 승하는데 기여했다.
- 2006년 아시안 게임 당시 감독이었던 김재박이 그가 검증되지 않았다고 언급하며 선발하지 않았다. 2008년 하계 올림픽에서는 예비 명단에 포함됐지만, MLB 사무국이 그의 올림픽 출전을 허가하지 않아 참가하지 못했다.
- 2010년 아시안 게임에 앞서 남동생 추민기는 기사를 통해 "형 앞에서 군대 이야기를 하면 안 된다. 형은 복잡한 생각 안 하고 오로지 대표팀의 일원으로서 선전하겠다는 마음을 가지고 있다"고 했다.
- 무릎팍도사에 출연해 이대호의 야구 입문기에 대한 비화를 밝혔는데 당시 야구를 하기 위해 야구부가 있는 수영초등학교로 전학을 간 그는 뒷자리에 있는 이대호를 보고 고등학생 같다는 첫 인상을 받았다고 한다. 이어 감독에게 ‘우리 학교에 고등학생이 있다’라고 전하니 바로 데려오라는 지시를 받았다며 “그 때 이대호랑 야구부에 가게 됐고 야구를 시작했다”라고 덧붙였다. 이후 그와 이대호는 서로 고교 라이벌로 성장했다고 털어놨다.[22] 실제로 그가 롯데 자이언츠의 1차 지명을 받았고, 경남고 이대호는 2차 1라운드 지명을 받아 롯데에 입단했다.
- 그에게 약한 맥스 셔저는 방송 인터뷰에서 "지난 오프 시즌 가장 마음에 든 뉴스를 꼽아 달라"는 진행자의 질문에 "그가 신시내티로 트레이드된 것"이라고 답했다. 그는 "그는 신시내티 유니폼이 훨씬 잘 어울린다"고 덧붙이며 즐거워했다. 맥스 셔저는 지난 2월에도 디트로이트 언론을 통해 그의 이적 소식에 기쁨을 표시했다. 그는 "그의 이적에 너무 기뻐서 펄쩍 뛰었다. 모든 것이 끝나서 너무 행복하다"고 말했다. 브론슨 아로요 역시 그에게 "너의 이적으로 내 평균자책점이 최소 0.5이상은 낮아질 것이다"고 말하며 미소를 지었다.
- 영화 스타워즈의 에피소드 4~6에 등장하는 캐릭터 츄바카와 그의 사진을 합쳐 만든 '추바카'의 이미지가 클리블랜드 인디언스의 홈 구장인 프로그레시브 필드에 띄워진 적이 있었다.
- 2019년 4월 강원도 산불 피해 이재민을 위해 1억원을 기부했다. 그의 소속사 갤럭시아SM은 "그가 법정 재난·재해 구호 단체 희망브리지 전국재해구호협회를 통해 1억원을 기부했다"고 밝혔다. 그는 "이번 산불로 피해를 본 도민들에게 미력이나마 도움이 됐으면 하는 마음"이라며 "하루 빨리 강원도민들이 삶의 터전을 되찾고 일상으로 돌아오실 수 있길 바란다"고 말했다.[23]

## 논란
- (현지 시각으로) 2011년 5월 2일 새벽 2시 25분에 음주 운전 혐의로 현지 경찰에 입건됐다. 경찰관의 진술에 따르면 당시 그가 운전하던 캐딜락 에스컬레이드가 좌우로 흔들리는 것을 보고 길가에 정차하도록 유도했는데, 호흡할 때부터 술 냄새가 났다고 한다.[24] 혈중 알코올 농도 0.201%로, 이는 미국 현지의 법정 기준치를 2배 이상 초과하는 수치였다.[25] 본 사건은 미국 언론에서도 언급됐으며, 클리블랜드 인디언스 구단 측에서는 "대단히 실망스럽다"는 입장을 표명했다.[26] 셰필드 레이크 법원에서 열린 재판 결과 집행 유예 1년, 구류 27일, 그리고 비교적 가벼운 675달러의 벌금형을 받았다.[27]

## 수상

### MLB
- 어니 롬바디 상(2013년)[28]
- 밥 펠러 상(2009년, 2010년)[29]
- 하트 앤 허슬 상(2009년, 2013년)[30]

### 국제 대회
- 2009년 WBC 은메달
- 2010년 아시안 게임 금메달

## 국가대표 경력
- 2010년 아시안 게임에 출전해 5경기에서 타율 0.571, OPS 2.096, 3홈런, 11타점, 2도루로 맹활약했다. 대한민국 야구 국가대표팀이 금메달을 획득하며 병역 특례를 적용받았고, 지속적인 MLB 활동이 가능해졌다.

### 국가대표 성적

#### 2009년WBC
- 준결승(베네수엘라전) - 2타수 1안타(1홈런), 3타점, 2볼넷
- 결승(일본전) - 4타수 1안타(1홈런), 1타점

#### 2010년 아시안 게임
- 5경기 14타수 8안타, 3홈런, 11타점 ,8득점, 타율.571, OPS 2.096, 2도루

## 등번호

### MLB
- '54' - (2005년, 시애틀 매리너스)
- '16' - (2006년, 클리블랜드 인디언스)
- '17' - (2006년, 시애틀 매리너스 / 2007년 ~ 2012년, 클리블랜드 인디언스 / 2013년, 신시내티 레즈 / 2014년 ~ 2020년, 텍사스 레인저스)

### KBO

#### 대표팀
- '5' - (2009년 월드 베이스볼 클래식 국가대표팀)
- '17' - (2010년 광저우 아시안게임 대표팀)

#### 리그
- '17' - (2021년 ~ 2024년SSG 랜더스)

## CF
- 2010년 삼성전자 센스 노트북, CJ인터넷 마구마구, 데상트 코리아
- 2013년 한국씨티은행

## 영화·방송
- 2012년 SBS 《런닝맨》 119회
- 2013년 영화 《미스터고》 - 추신수 역 (특별출연)
- 2014년 MBC 《라디오 스타》 362회, 363회
- 2015년 KBS2 《1박 2일》
- 2024년 KBS2《살림하는남자들2》

## 서적
- 추신수 (2011년 3월 30일). 《오늘을 즐기고 내일을 꿈꾸다 : 파이브툴 플레이어 추신수가 꿈을 향해 가는 다섯 가지 방법》. 시드페이퍼(seed paper). ISBN 978-89-93976-40-3.

## 출신 학교
- 부산 수영초등학교
- 부산중학교
- 부산고등학교

## 통산 기록
| 연 도           | 소 속           | 나 이           | 출 장 | 타 석 | 타 수 | 득 점 | 안 타 | 2 루 타 | 3 루 타 | 홈 런 | 타 점 | 도 루 | 도 실 | 볼 넷 | 삼 진 | 타 율 | 출 루 율 | 장 타 율 | O P S | 루 타 | 병 살 타 | 몸 맞 | 희 타 | 희 플 | 고 4 |
| --------------- | --------------- | --------------- | ----- | ----- | ----- | ----- | ----- | ------- | ------- | ----- | ----- | ----- | ----- | ----- | ----- | ----- | -------- | -------- | ----- | ----- | -------- | ----- | ----- | ----- | ---- |
| 2005            | SEA             | 23              | 10    | 21    | 18    | 1     | 1     | 0       | 0       | 0     | 1     | 0     | 0     | 3     | 4     | .056  | .190     | .056     | .246  | 1     | 0        | 0     | 0     | 0     | 0    |
| 2006            | SEA             | 24              | 4     | 12    | 11    | 0     | 1     | 1       | 0       | 0     | 0     | 0     | 0     | 0     | 4     | .091  | .167     | .182     | .348  | 2     | 1        | 1     | 0     | 0     | 0    |
| 2006            | CLE             | 24              | 45    | 167   | 146   | 23    | 43    | 11      | 3       | 3     | 22    | 5     | 3     | 18    | 46    | .295  | .373     | .473     | .846  | 69    | 2        | 1     | 1     | 1     | 2    |
| 2007            | CLE             | 25              | 6     | 20    | 17    | 5     | 5     | 0       | 0       | 0     | 5     | 0     | 1     | 2     | 5     | .294  | .350     | .294     | .644  | 5     | 0        | 0     | 0     | 1     | 1    |
| 2008            | CLE             | 26              | 94    | 370   | 317   | 68    | 98    | 28      | 3       | 14    | 66    | 4     | 3     | 44    | 78    | .309  | .397     | .549     | .946  | 174   | 5        | 5     | 0     | 4     | 4    |
| 2009            | CLE             | 27              | 156   | 685   | 583   | 87    | 175   | 38      | 6       | 20    | 86    | 21    | 2     | 78    | 151   | .300  | .394     | .489     | .883  | 285   | 9        | 17    | 0     | 7     | 5    |
| 2010            | CLE             | 28              | 144   | 646   | 550   | 81    | 165   | 31      | 2       | 22    | 90    | 22    | 7     | 83    | 118   | .300  | .401     | .484     | .885  | 266   | 11       | 11    | 0     | 2     | 11   |
| 2011            | CLE             | 29              | 85    | 358   | 313   | 37    | 81    | 11      | 3       | 8     | 36    | 12    | 5     | 36    | 78    | .259  | .344     | .390     | .733  | 122   | 7        | 6     | 0     | 3     | 3    |
| 2012            | CLE             | 30              | 155   | 686   | 598   | 88    | 169   | 43      | 2       | 16    | 67    | 21    | 7     | 73    | 150   | .283  | .373     | .441     | .815  | 264   | 10       | 14    | 0     | 1     | 0    |
| 2013            | CIN             | 31              | 154   | 712   | 569   | 107   | 162   | 34      | 2       | 21    | 54    | 20    | 11    | 112   | 133   | .285  | .423     | .462     | .885  | 263   | 3        | 26    | 3     | 2     | 5    |
| 2014            | TEX             | 32              | 123   | 529   | 455   | 58    | 110   | 19      | 1       | 13    | 40    | 3     | 4     | 58    | 131   | .242  | .340     | .374     | .714  | 170   | 9        | 12    | 0     | 4     | 3    |
| 2015            | TEX             | 33              | 149   | 653   | 555   | 94    | 153   | 32      | 3       | 22    | 82    | 4     | 2     | 76    | 147   | .276  | .375     | .463     | .838  | 257   | 7        | 15    | 2     | 5     | 1    |
| 2016            | TEX             | 34              | 48    | 210   | 178   | 27    | 43    | 7       | 0       | 7     | 17    | 6     | 3     | 25    | 46    | .242  | .357     | .399     | .756  | 71    | 1        | 7     | 0     | 0     | 1    |
| 2017            | TEX             | 35              | 149   | 636   | 544   | 96    | 142   | 20      | 1       | 22    | 78    | 12    | 3     | 77    | 134   | .261  | .357     | .423     | .780  | 230   | 18       | 7     | 3     | 5     | 1    |
| 2018            | TEX             | 36              | 146   | 665   | 560   | 83    | 148   | 30      | 1       | 21    | 62    | 6     | 1     | 92    | 156   | .264  | .377     | .434     | .810  | 243   | 11       | 10    | 1     | 2     | 2    |
| 2019            | TEX             | 37              | 151   | 660   | 563   | 93    | 149   | 31      | 2       | 24    | 61    | 15    | 1     | 78    | 165   | .265  | .371     | .455     | .826  | 256   | 6        | 18    | 0     | 1     | 3    |
| 2020            | TEX             | 38              | 33    | 127   | 110   | 13    | 26    | 3       | 0       | 5     | 15    | 6     | 2     | 13    | 33    | .236  | .323     | .400     | .723  | 44    | 1        | 2     | 0     | 2     | 1    |
| 2021            | SSG             | 39              | 137   | 580   | 461   | 84    | 122   | 19      | 2       | 21    | 69    | 25    | 9     | 103   | 123   | .265  | .409     | .451     | .860  | 208   | 8        | 12    | 0     | 4     | 4    |
| 2022            | SSG             | 40              | 112   | 499   | 409   | 77    | 106   | 20      | 1       | 16    | 58    | 15    | 5     | 71    | 100   | .259  | .382     | .430     | .812  | 176   | 6        | 13    | 2     | 1     | 4    |
| 2023            | SSG             | 41              | 112   | 462   | 382   | 65    | 97    | 17      | 1       | 12    | 41    | 6     | 4     | 65    | 79    | .254  | .379     | .398     | .777  | 152   | 8        | 13    | 0     | 1     | 2    |
| 2024            | SSG             | 42              | 78    | 302   | 253   | 40    | 71    | 14      | 1       | 5     | 37    | 5     | 1     | 37    | 68    | .281  | .373     | .403     | .776  | 102   | 2        | 4     | 2     | 0     | 6    |
| MLB 통산 : 16년 | MLB 통산 : 16년 | MLB 통산 : 16년 | 1652  | 7157  | 6087  | 961   | 1671  | 339     | 29      | 218   | 782   | 157   | 55    | 868   | 1579  | .275  | .377     | .447     | .824  | 2722  | 101      | 152   | 10    | 40    | 43   |
| KBO 통산 : 4년  | KBO 통산 : 4년  | KBO 통산 : 4년  | 439   | 1843  | 1505  | 266   | 396   | 70      | 5       | 54    | 205   | 51    | 19    | 276   | 370   | .263  | .388     | .424     | .812  | 638   | 24       | 42    | 4     | 6     | 16   |

굵은 글씨는 리그 1위 기록

## 같이 보기
- 대한민국 출신 메이저 리그 베이스볼 선수 목록